# ルフィヤ
ルフィヤ（ディベヒ語: ދިވެހި ރުފިޔާ、rufiyah、あるいはrufiyaa）は、モルディブの通貨単位。国際通貨コード(ISO 4217)は、MVR。補助通貨単位はラーリ（laari）で、1ルフィヤ=100ラーリ。
公式の交換レートは、1米ドル=12ルフィヤ。2ルフィヤ、5ルフィヤ、10ルフィヤ、20ルフィヤ、50ルフィヤ、100ルフィヤ、500ルフィヤ、1000ルフィヤの紙幣が発行されている。1ラーリ、2ラーリ、5ラーリ、10ラーリ、25ラーリ、50ラーリ、1ルフィヤ、2ルフィヤの硬貨が発行されている。
ルフィヤが使われるようになる以前は、モルディブでは、銅貨や銅線、タカラガイを通貨として使用していた。